# Vincent Pallotti
Pour les articles homonymes, voir Vincent, Saint Vincent et Pallotti.
Vincent Pallotti (Rome, 21 avril 1795 - Rome, 22 janvier 1850) est un prêtre italien, fondateur de la Société de l'apostolat catholique ainsi que des Sœurs de l'apostolat catholique. Il est considéré comme le précurseur de l'Action catholique mondiale et reconnu saint par l'Église catholique. Il est commémoré le 22 janvier selon le Martyrologe romain.

## Biographie
Vincent Pallotti descend de la famille des Pallotti de Norcia et de la famille De Rossi de Rome.
Ses premières études se déroulent à l'école de San Pantaleone, puis au collège à Rome. C'est à l'âge de 16 ans qu'il souhaite devenir prêtre. Il est ordonné le 16 mai 1818 et célèbre sa première messe à l'église du Gesù (Frascati), à l'autel de Notre-Dame-Refuge-des-Pécheurs (Refugium peccatorum).
Le 25 juillet, il devient docteur en théologie, et il en est nommé professeur. C'est un excellent théologien qui aurait pu faire une brillante carrière dans l'enseignement de cette discipline, mais sa vocation le porte plutôt vers l'apostolat.
Il parcourt la capitale italienne, apportant aide matérielle et réconfort à la population misérable, prêchant l'Évangile, vivant de peu et partageant sa modeste part, écoutant les confessions et aidant spirituellement tous les fidèles qui viennent à lui.
Parallèlement, il œuvre avec l'aide de quelques collaborateurs à la coordination d'initiatives apostoliques qui impliquent les chrétiens, religieux et laïcs, afin que la mission et l'action de l'Église s'étende partout, dans le contexte de son époque. Pallotti est persuadé de l'importance de la charité et de sa mise en œuvre par tous les catholiques afin d'apporter la Bonne Nouvelle à tous. 

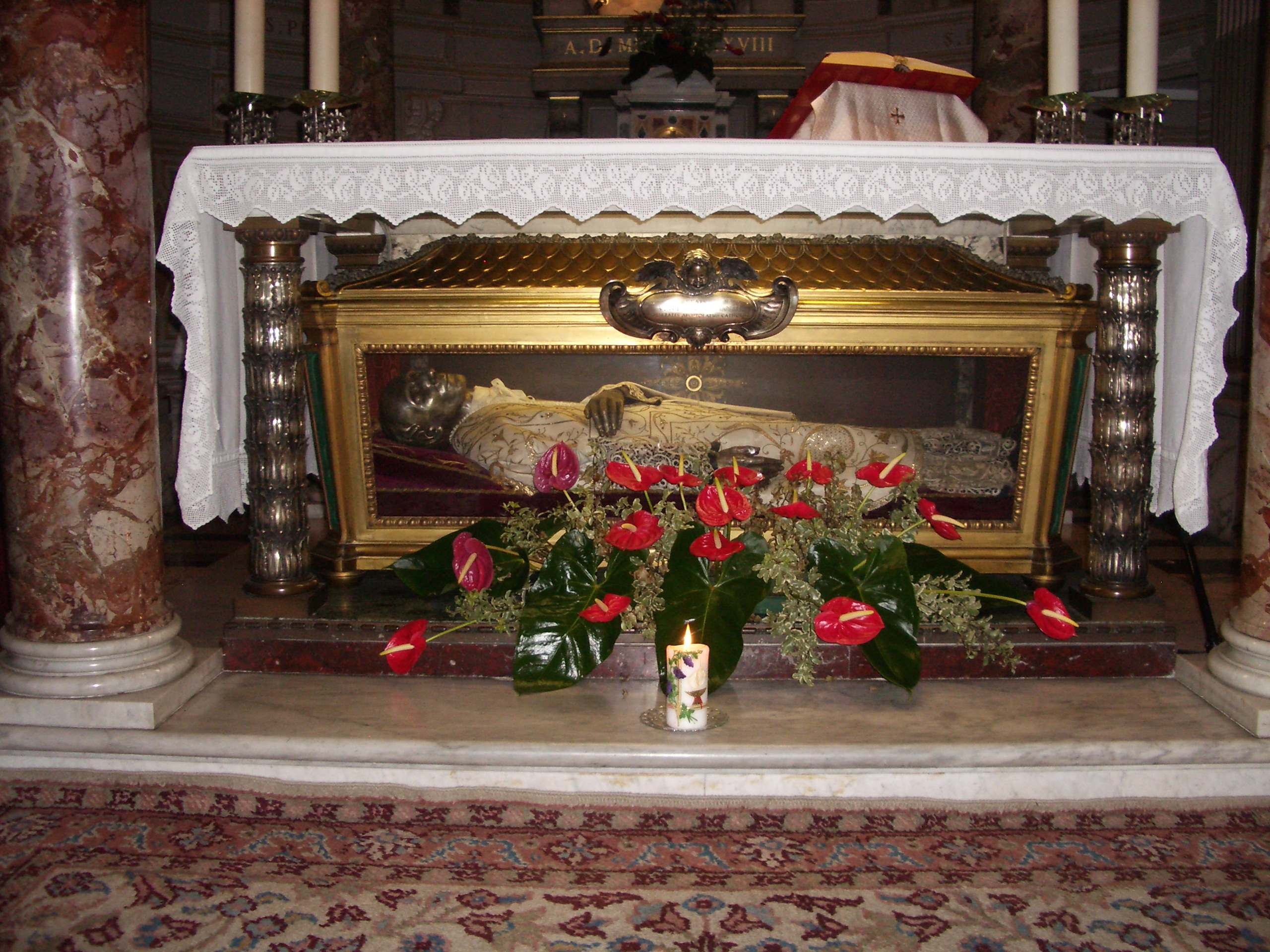
Tombeau de saint Vincent Pallotti à l'église San Salvatore in Onda de Rome.

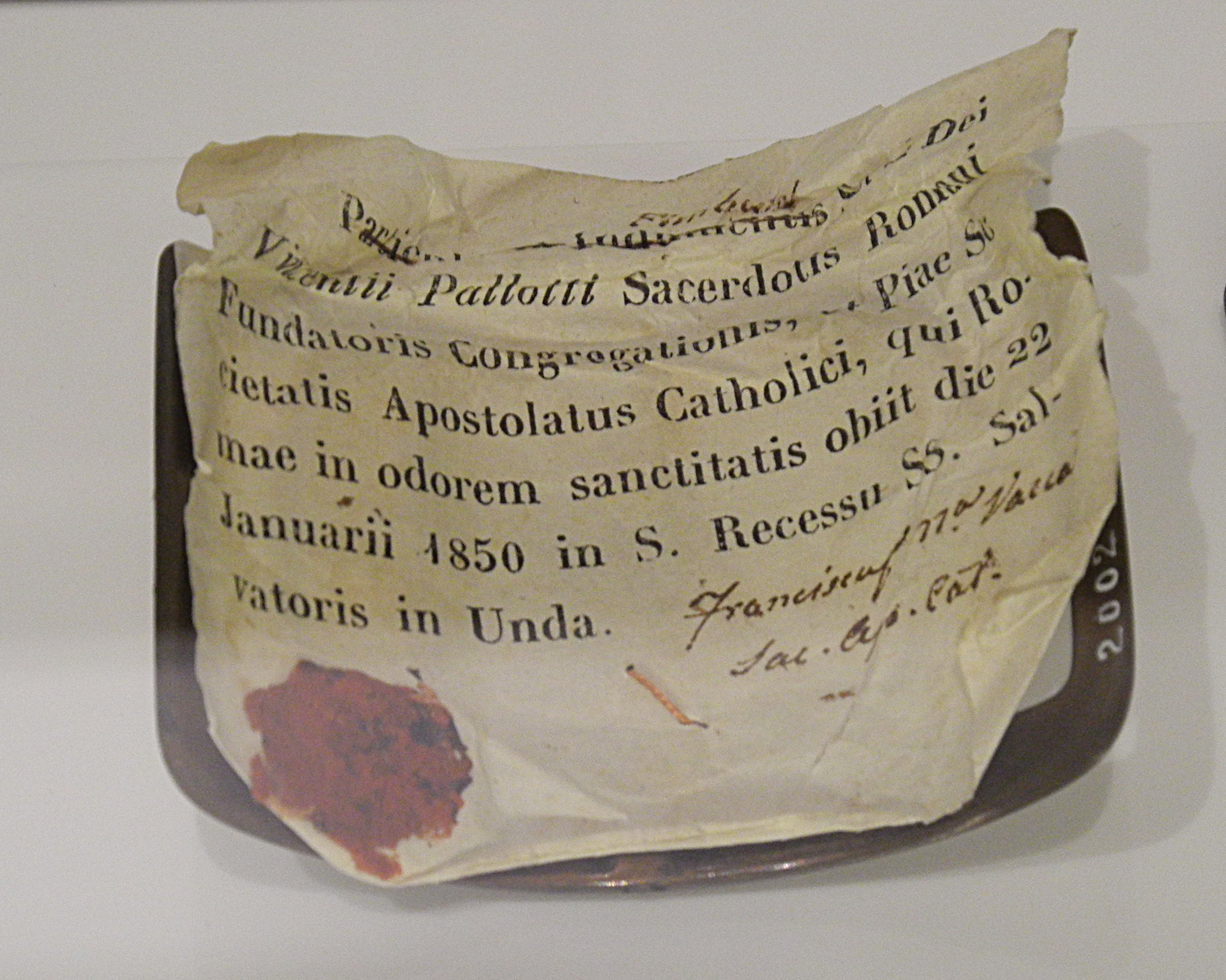
Boucle de ceinture de saint Vincent Pallotti, conservée au MUCEM à Marseille.

C'est ainsi qu'en 1835, il fonde la Pieuse Société des Missions qui deviendra la Société de l'Apostolat Catholique, mise en place pour animer des groupes de prêtres et de laïcs œuvrant à l'action catholique.
Par ailleurs, le père Pallotti commence à promouvoir dès 1836 l'observance de l'octave de l'Épiphanie qui est toujours célébrée ; son but étant d'être un signe de rapprochement avec les Églises orientales.
Le 14 août 1844, le pape Grégoire XVI confie l'église San Salvatore in Onda de Rome à la jeune communauté. C'est dans ces lieux que Vincent Pallotti meurt prématurément d'un refroidissement, le 22 janvier 1850 ; il était âgé de 54 ans.
Son œuvre est continuée par ses collaborateurs et les pères pallottins.

## Béatification, canonisation
Vincent Pallotti est déclaré « vénérable » en 1887 par le pape Léon XIII, qui le considérait déjà comme un saint. Il est ensuite béatifié le 22 janvier 1950 par le pape Pie XII.
C'est le 22 janvier 1963 qu'il est canonisé (proclamé « saint ») par le pape Jean XXIII. Sa fête est fixée le 22 janvier.

## Sources
- (en)  Cet article contient des extraits traduits d'un article de la Catholic Encyclopedia dont le contenu se trouve dans le domaine public.
- La Documentation catholique : 1963 col. 233-240.314.766.1371